# Hổ phách Baltic
Các khu vực Baltic là nơi có các trầm tích hổ phách lớn nhất được biết đến, hổ phách Baltic hoặc hổ phách vàng. Chúng có niên đại từ 44 triệu năm trước (Eocene). Người ta đã ước tính rằng những khu rừng đã tạo ra hơn 100.000 tấn hổ phách. 
Thuật ngữ Hổ phách Baltic là từ tổng quát, do hổ phách từ mỏ than nâu Bitterfeld ở Saxony (Đông Đức) mang cùng tên. Hổ phách Bitterfeld hổ trước đây được cho là chỉ có niên đại 20-22 triệu năm tuổi (Miocen), nhưng sự so sánh các bao thể động vật cho thấy rằng nó có lẽ là hầu hết hổ phách Baltic chính cống đã được tái trầm tích trong một trầm tích Miocen. Các nguồn hổ phách Baltic đã được liệt kê đến từ Ba Lan và Nga.
Bởi vì hổ phách Baltic chứa khoảng 8% axit succinic, nó còn được gọi là hổ phác vàng.
Từ những năm 1850 người ta đã cho rằng nhựa cây mà trở thành hổ phách được tạo bởi các cây Pinites succinifer, nhưng nghiên cứu trong những năm 1980 đi đến kết luận rằng các loại nhựa có nguồn gốc từ một số loài. Gần đây người ta đã đề xuất, trên các bằng chứng của phân tích FTIR đối với hổ phách và nhựa từ cây còn sống, rằng loài cây lá kim của họ Sciadopityaceae tạo ra hổ phách. Các đại diện còn tồn tại duy nhất của họ này là thông dù Nhật Bản, Sciadopitys verticillata.
Chi tuyệt chủng nhiều loài thực vật và động vật đã được phát hiện và mô tả một cách khoa học từ vùi trong hổ phách Baltic.

## Cổ sinh vật
Nhiều mẫu vật đã được tìm thấy trong hổ phách Baltic:

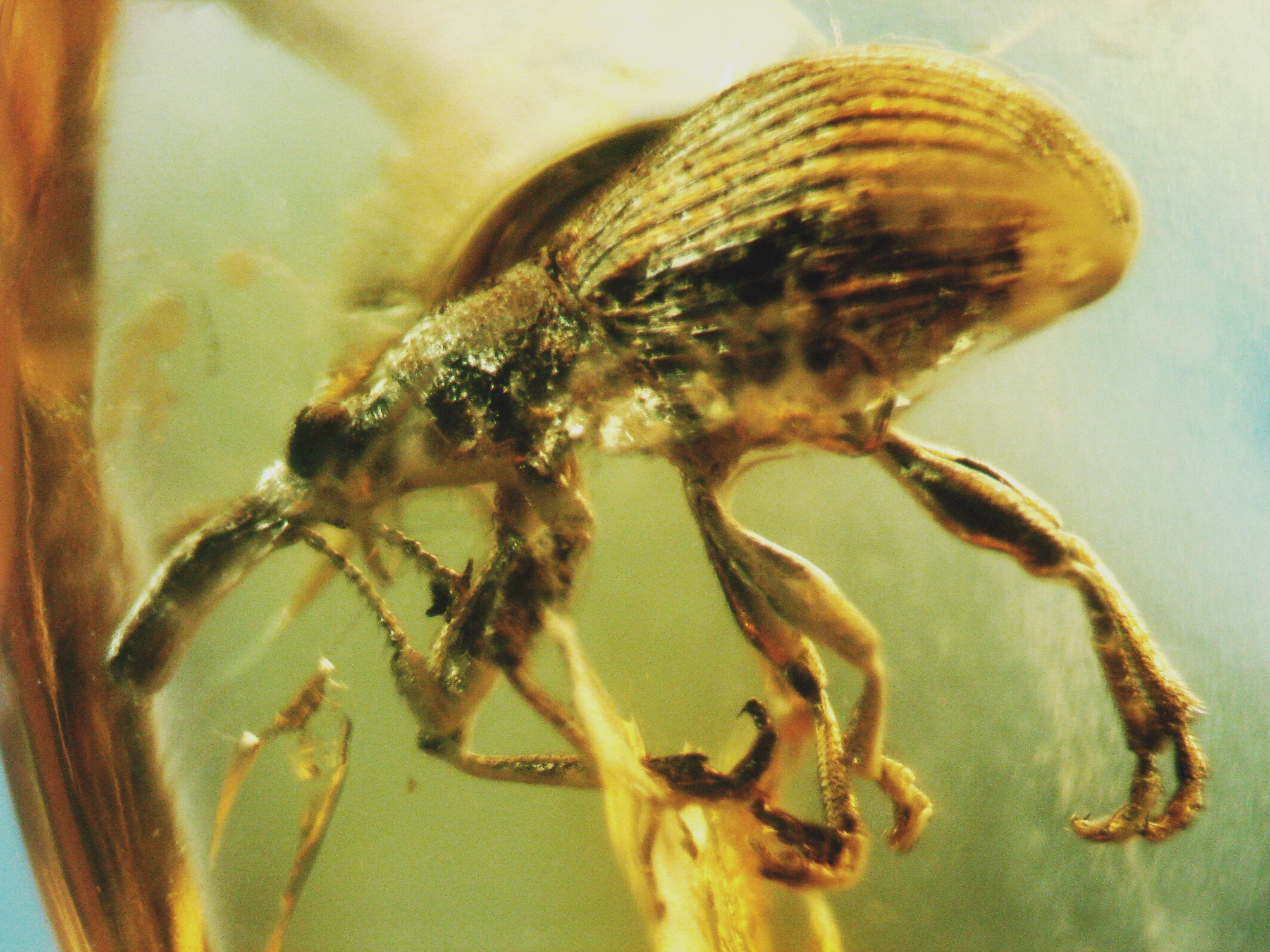
Hóa thạch bọ cánh cứng Brentidae

| - Agroecomyrmex Wheeler, 1910 - Anonychomyrma constricta (Mayr, 1868) - Anonychomyrma geinitzi (Mayr, 1868) - Anonychomyrma samlandica (Wheeler, 1915) - Aspidopleura Gibson, 2009 - Asymphylomyrmex Wheeler, 1915 - Baltimartyria Skalski, 1995 - Brevivulva Gibson, 2009 - Electrinocellia (Carpenter) Engel, 1995 - Epiborkhausenites Skalski, 1973 |  | - Gracillariites Kozlov, 1987 - Metanephrocerus collini Carpenter & Hull, 1939 - Metanephrocerus groehni Kehlmaier & Skevington, 2014 - Metanephrocerus hoffeinsorum Kehlmaier & Skevington, 2014 - Electrocrania Kuznezov, 1941 - Fibla carpenteri Engel, 1995 - Metapelma archetypon Gibson, 2009 - Micropterix gertraudae Kurz & Kurz, 2010 - Neanaperiallus Gibson, 2009 - Palaeovespa baltica Cockerell, 1909 - Palaeovespa socialis Pionar, 2005 - Prolyonetia Kusnetzov, 1941 - Propupa Stworzewicz & Pokryszko, 2006 - Stigmellites baltica (Kozlov, 1988) (Lepidopteran leaf mines) - Succinipatopsis Poinar, 2000 |